# Oldalkormány

Az oldalkormány működése

Az oldalkormány a repülőgép egyik kormányfelülete, segítségével végzik a függőleges tengely körüli (legyező irányú) elforgatását. A hossztengelytől minél távolabb, általában a függőleges vezérsíkok kilépőélén helyezik el, és kitérítésével (jobbra vagy balra) érik el a kívánt elmozdulást. Működtetésekor a legtöbb repülőgépen orsózó nyomaték is keletkezik, amit a csűrővel ellensúlyoznak.
Oldalkormányt használnak hajókon, tengeralattjárókon és más, levegőben vagy vízen, vízben haladó járműveken is.